# Río Lau
El río Lau (en árabe: واد لاو‎, Wād Lāw; en bereber, ⴰⵙⵉⴼ ⵏ ⵍⴰⵡ Asif n Law; en francés: Oued Laou) es un río en el norte de Marruecos.

## Descripción

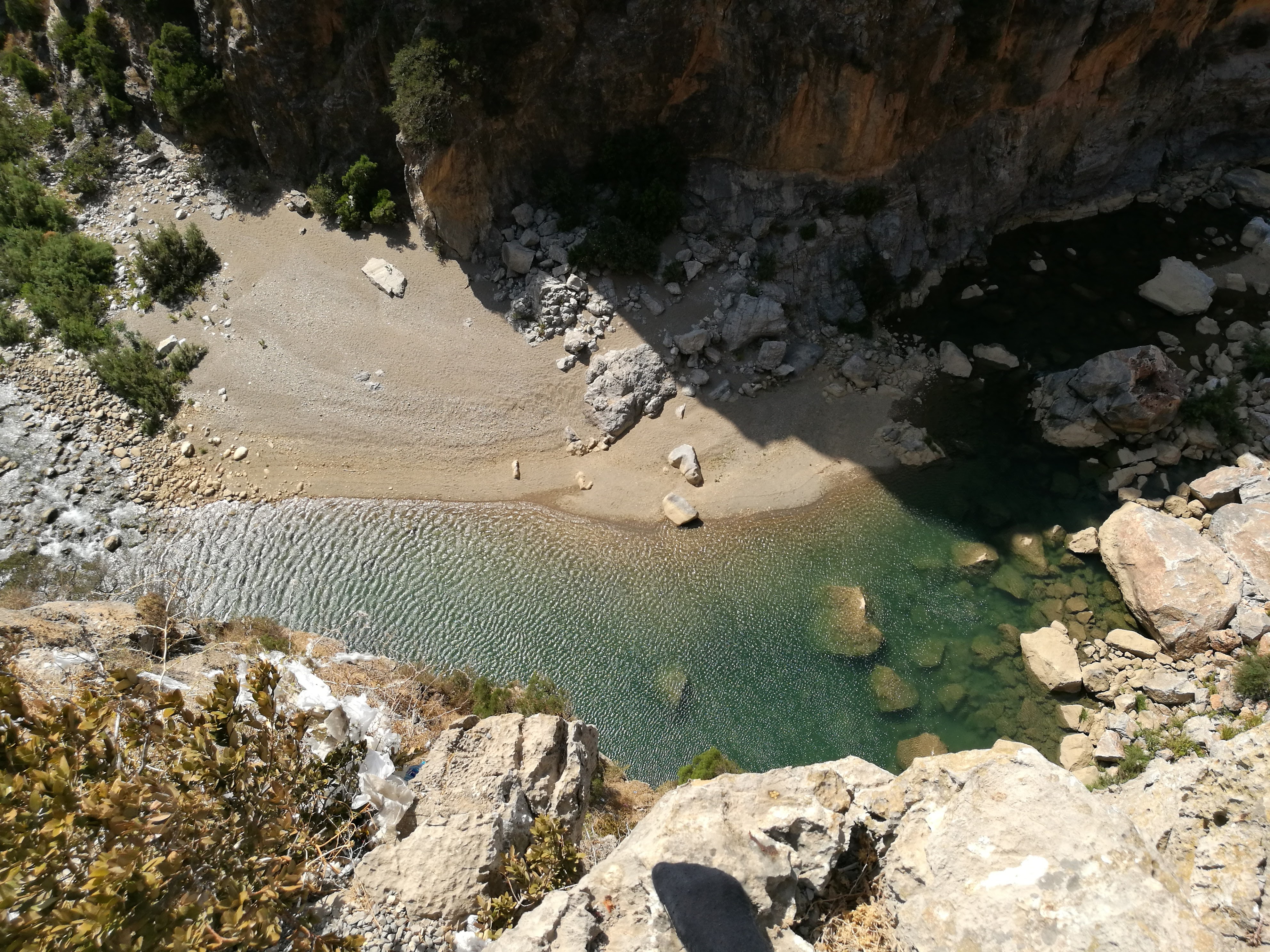
Vista del río

Nace en las montañas del Rif a unos 1600 metros de altura sobre el nivel del mar y su curso sigue una dirección sur-noreste. El río, que cuenta con dos presas, termina desembocando en el mar Mediterráneo, cerca de la localidad homónima de Ued Lau. Se trataría de uno de los cursos de agua más importantes del país en la vertiente mediterránea.